# Phaedyma maculosa
Phaedyma maculosa är en fjärilsart som beskrevs av James John Joicey och Talbot 1922. Phaedyma maculosa ingår i släktet Phaedyma och familjen praktfjärilar. Inga underarter finns listade i Catalogue of Life.